# Edelsheimsches Palais

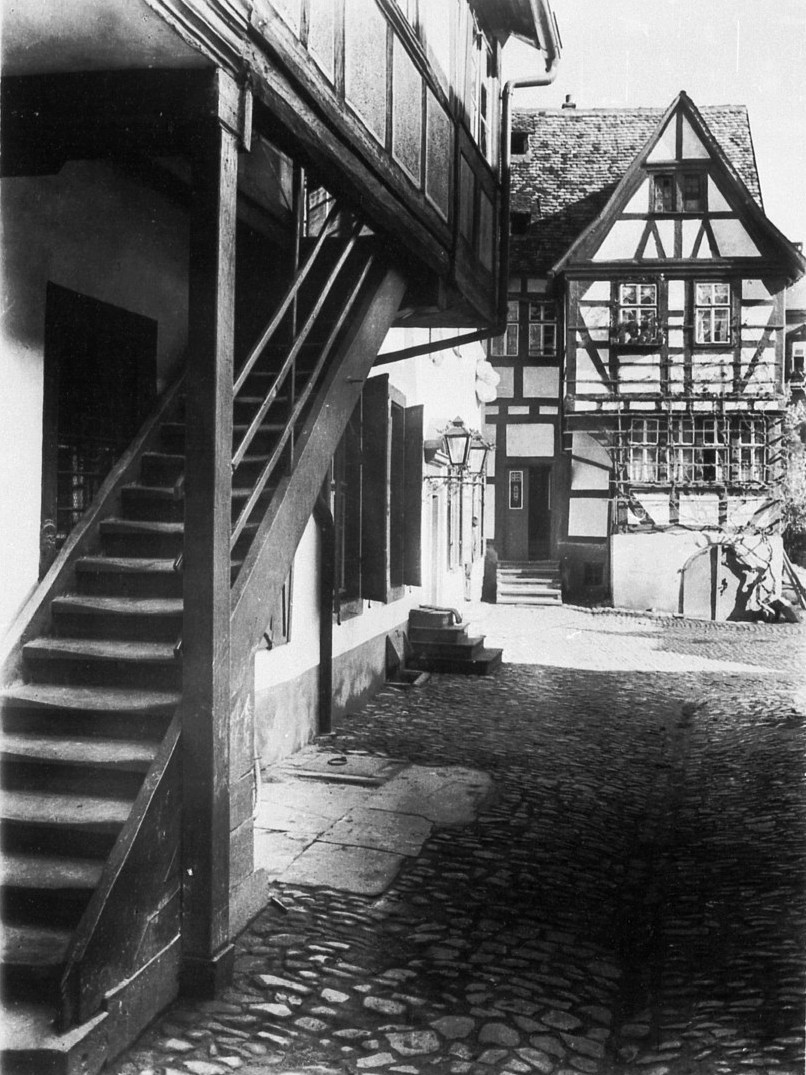
Blick in den Hof des Edelsheimschen Palais.

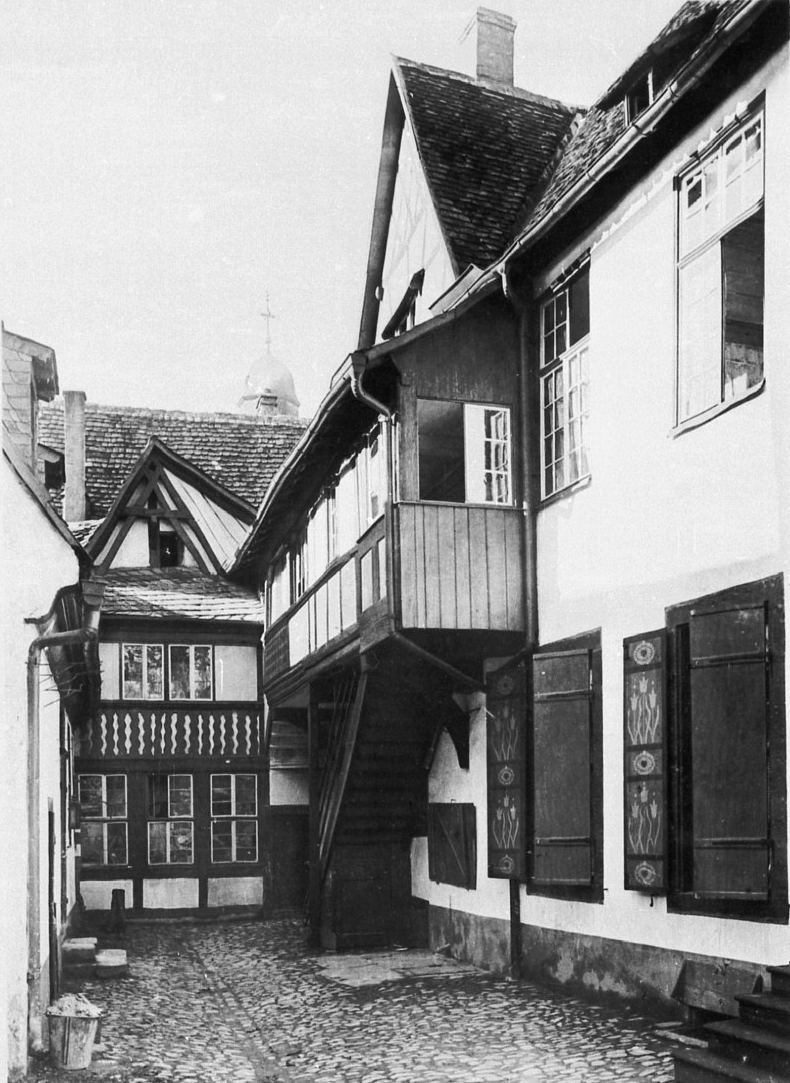
Blick in die Gegenrichtung (S), schwach zu erkennen die Turmhaube der Marienkirche.

Das Edelsheimsche Palais war ein Stadtpalais in der Altstadt Hanau gegenüber dem Hanauer Stadtschloss. Es wurde im Zweiten Weltkrieg zerstört und die Reste einige Jahre später abgetragen.

## Geschichte
Das Palais entstand um 1680 anstelle eines älteren Burgmannenhofes der Burg Hanau. Bauherr war der in Diensten des Hanauer Grafen Friedrich Casimir aufgestiegene hanauische Regierungspräsident Johann Georg Seifert von Edelsheim. Das Anwesen wurde über mehrere Generationen von der Familie von Edelsheim bewohnt, ab 1814 zunächst an eine Weinhandlung, später an einen Tabakfabrikanten vermietet. Katastriert wurde es erst 1821 durch die kurhessische Verwaltung, wobei ein Steuerwert von 4.500 fl. angegeben wurde.
1844 erwarb August Rühl, Hanauer Bürgermeister 1848/49 das Gebäude. Nach seinem Tod 1850 ging es in den Besitz des Kaufmanns Franz Lothar Vollbracht über. Vollbrachts Nachfahren waren wiederum verschiedene Fabrikanten. Die Zahl der Mieter stieg stetig und erreichte im Jahr 1910 mit 13 Mietparteien einen Höhepunkt. Vor der Zerstörung bei dem Luftangriff auf Hanau am 19. März 1945 gehörte es dem Weißbindermeister Grosch.
Der Bombenangriff mit anschließendem Feuersturm ließ mindestens einige Teile wie das Hauptwohnhaus und einen Fachwerkanbau in einem Zustand zurück, der eine Wiederherstellung ermöglicht hätte. Die Kommunalverwaltung verhielt sich wie bei vielen zerstörten Hanauer Baudenkmälern zunächst hinhaltend. Zehn Jahre nach Kriegsende wurden überraschend Anfang Juni 1955 Türen und Fenster herausgebrochen, um das Gebäude unbewohnbar zu machen. Wenige Tage später ließ das Bauamt das übriggebliebene Fachwerkhaus abreißen. Trotz Protesten des Hanauer Geschichtsvereins und des Bezirkskonservators wurde das denkmalgeschützte Wohnhaus im Sommer 1955 zusammen mit dem Stadtschloss abgerissen. Auf dem Areal entstanden vorwiegend einfache Wohnbauten, wie sie heute noch für die Hanauer Altstadt typisch sind. An der Stelle des Wohnhauses befindet sich heute ein Parkplatz.

## Gebäude
Das Edelsheimsche Palais befand sich zwischen heutiger Schlossstraße und Steingasse. Der Haupteingang war der Steingasse (Adresse: Steingasse 4) zugewandt, wenngleich zur gegenüberliegenden Schlossseite eine weitere Einfahrt existierte. An der Steingasse befand sich das eher schlichte Wohnhaus mit zwei Etagen und Flügelbau. Hinzu kamen zahlreiche Nebengebäude. In seiner größten Ausdehnung umfasste das Anwesen außer dem Wohnhaus und dem angelehnten Hinterbau ein weiteres Nebenhaus mit Wohnungen und Kutschenremisen, einen Pferdestall mit Zwerchhaus im Hof, ein eingeschossiges Gebäude im zweiten Hof, einen großen Pferdestall mit Sattelkammer, Stube und Mangekammer, einen Schweinestall, eine Kutschenremise und einen weiteren Pferdestall im Hinterhof. Im späten 19. oder 20. Jahrhundert wurde ein Teil dieser Gebäude ersetzt durch einen weiteren Flügelbau und ein Fabrikgebäude.
Altstadtmodell von Günther Jacob

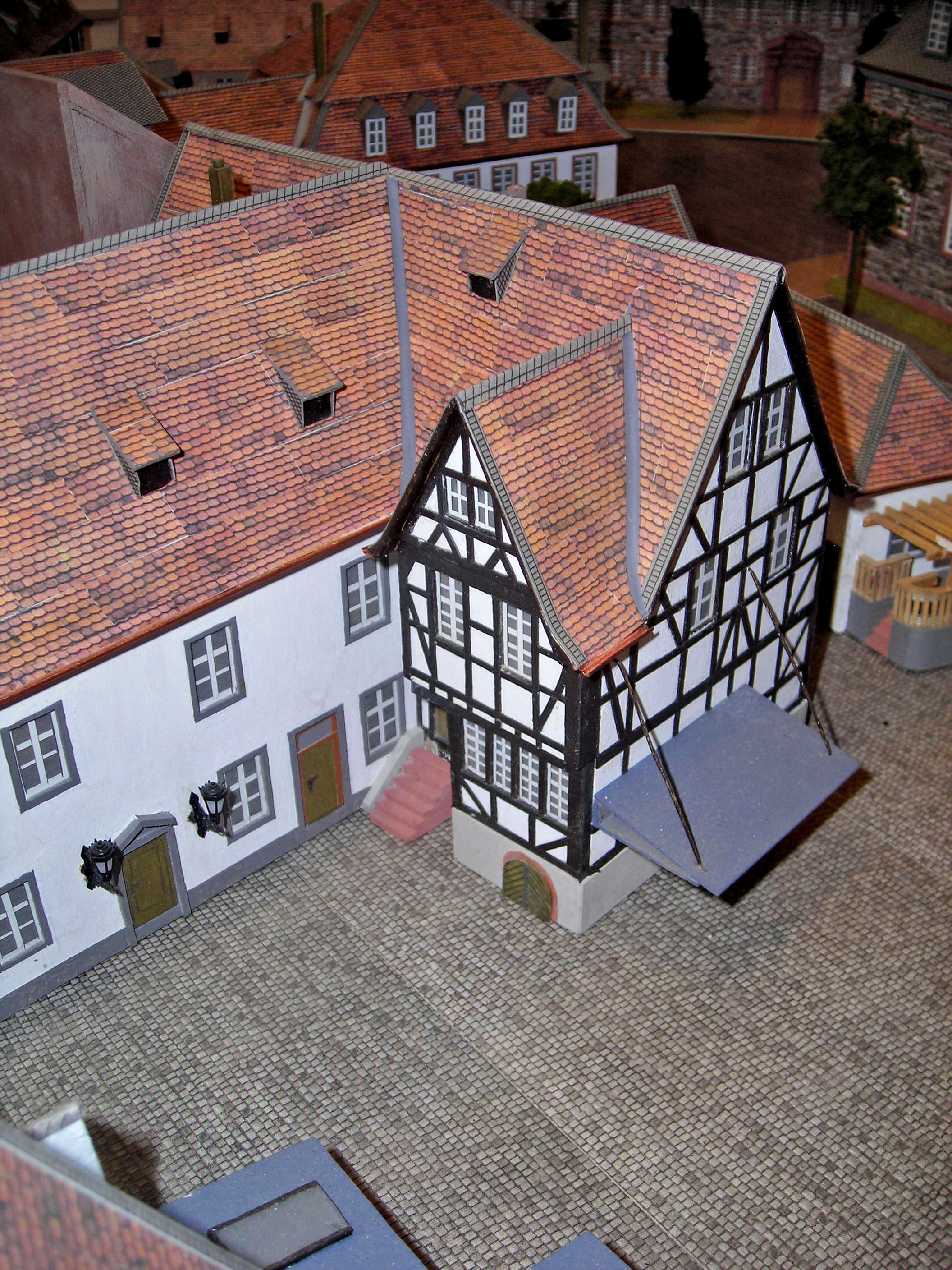
Detail vom Wohnhaus mit Fachwerkanbau.
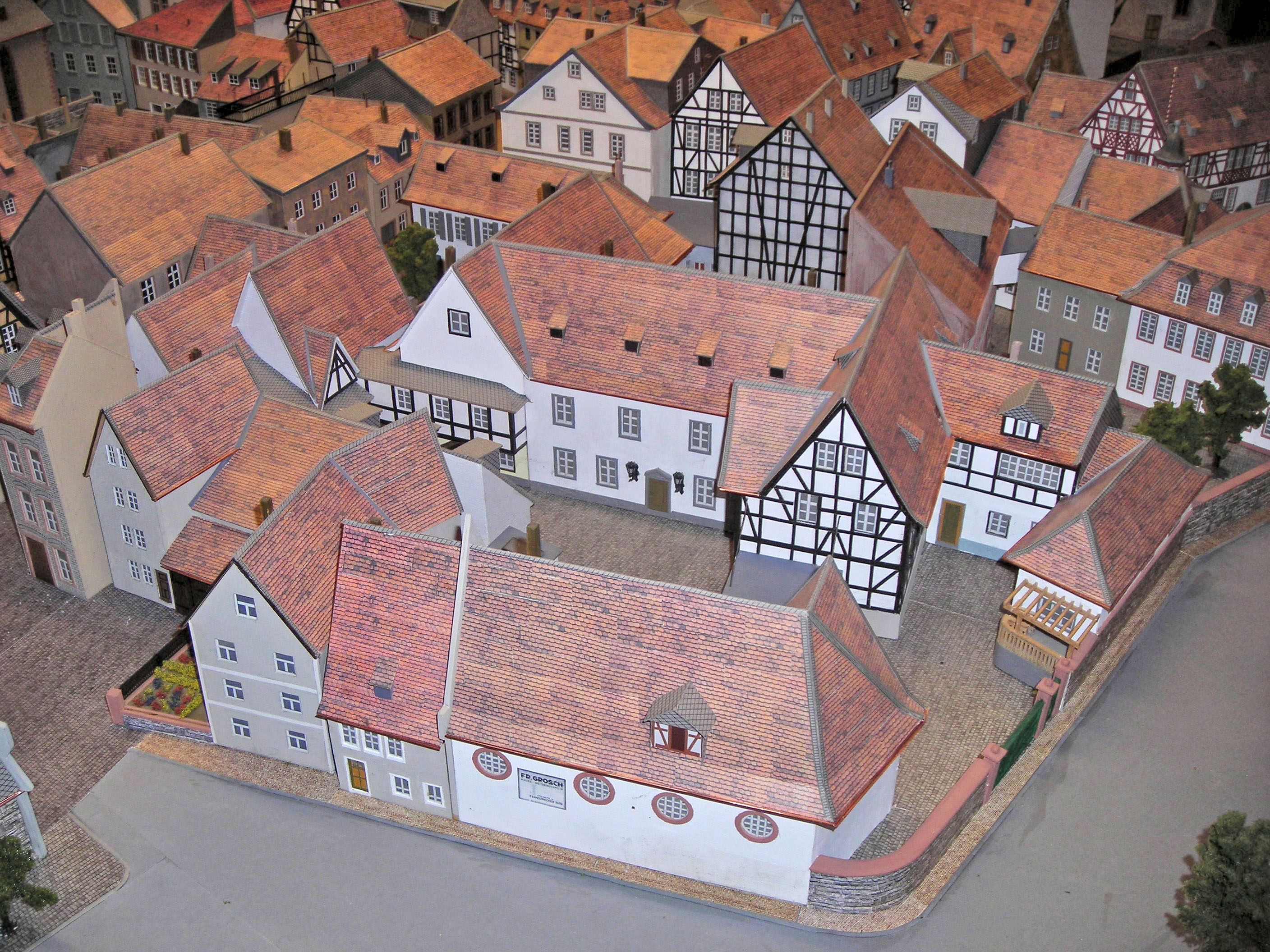
Hofseite und Wirtschaftsgebäude.